# Carnide (Pombal)
Carnide es una freguesia portuguesa del municipio de Pombal, en el distrito de Leiría, con 22,93km² km² de superficie y 1647 habitantes (2011), distribuidos en 28 núcleos de población. Situada a unos 12 km al sur de la capital del concelho, su densidad de población es de 71,8 hab/km².
La freguesia de Carnide se constituyó, a iniciativa de sus habitantes, por decreto-ley de 1 de julio de 1952, mediante segregación de la parte occidental de la freguesia de Vermoil.